# Bloomfield (Indiana)
Bloomfield è una città degli Stati Uniti d'America, situata nello Stato dell'Indiana e in particolare nella Contea di Greene, della quale è anche il capoluogo.
A circa 5 km ad ovest della cittadina c'è l'aeroporto pubblico di Shawnee Field.